# Charles Wood (Komponist)

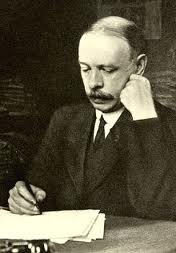
Charles Wood

Charles Wood (* 15. Juni 1866 in Armagh; † 12. Juli 1926 in Cambridge) war ein irischer Komponist.
Wood studierte am Royal College of Music bei Charles Villiers Stanford und an der Universität Cambridge, wo er 1894 promovierte. Danach wurde er Assistent von Stanford am Royal College of Music, dem er nach dessen Tod 1924 als Professor für Harmonielehre und Kontrapunkt nachfolgte. Daneben wirkte er wie sein Bruder William Wood (1859–1895) als Organist. 
Im Jahre 1904 gehörte Wood zu den Begründern der Irish Folk Song Society in London. Viele seiner Lieder beruhten auf irischem Volksmusikgut. Daneben schrieb er kammermusikalische Werke und wurde vor allem durch seine Kirchenmusik bekannt. Er vertonte mehrfach Magnificat und Nunc dimittis für die anglikanischen Abendandachten (Evening Prayer), zum Beispiel Magnificat and Nunc dimittis in D (1898), schrieb 1912 Sechzehn Präludien für Orgel und 1920 eine St Mark Passion. Unter seinen Schülern finden sich bekannte Musiker wie Herbert Howells, Sir Arthur Bliss, Sir Thomas Beecham und Ralph Vaughan Williams und der Musikwissenschaftler Edward Dent.